# Clara Rugaard
Clara Rugaard-Larsen (Copenaghen, 5 dicembre 1997) è un'attrice danese.
È nota per i suoi ruoli da protagonista nei film I Am Mother, Press Play - La musica della nostra vita, Love Gets a Room, per aver preso parte al nel cast principale di Teen Spirit - A un passo dal sogno e per la sua interpretazione nella serie tv The Rising - Caccia al mio assassino.

## Filmografia

### Cinema
- Teen Spirit - A un passo dal sogno (Teen Spirit), regia di Max Minghella (2018)
- I Am Mother, regia di Grant Sputore (2019)
- Press Play - La musica della nostra vita (Press Play), regia di Greg Björkman (2022)

### Televisione
- The Lodge – serie TV, episodi 1x03-1x04 (2016)
- Still Star-Crossed – serie TV, 3 episodi (2017)
- The Rising - Caccia al mio assassino (The Rising) – serie TV, 8 episodi (2022)
- Black Mirror – serie TV, episodio 6x04 (2023)

### Doppiaggio
- Vaiana in Oceania (2016) (doppiaggio danese)

## Doppiatrici italiane
Nelle versioni in italiano dei suoi film, Clara Rugaard è stata doppiata da:
- Luisa D'Aprile in Press Play - La musica della nostra vita, Black Mirror
- Margherita De Risi in The Rising - Caccia al mio assassino
- Sara Labidi in I Am Mother
- Veronica Benassi in The Lodge